# Anita Adamczyk
Anita Sylwia Adamczyk – polski naukowiec, profesor dr habilitowany nauk społecznych.

## Kariera naukowa
- 1999 doktor; nadanie stopnia - Uniwersytet im. Adama Mickiewicza w Poznaniu;
- 2013 doktor habilitowany nauk społecznych (nauki o polityce); nadanie i rejestracja stopnia - Wydział Nauk Politycznych i Dziennikarstwa Uniwersytetu im. Adama Mickiewicza w Poznaniu;
- 2024 profesor nauk społecznych (nauki o polityce i administracji)[1] .

## Praca naukowo-dydaktyczna
Od 1 września 1999 zatrudniona przez Uniwersytet im. Adama Mickiewicza w Poznaniu (specjalności stosunki międzynarodowe, mniejszości narodowe i etniczne, polityka imigracyjna); ponadto od 2019 jest członkiem Rady Dyscyplin - Nauki o Polityce i Administracji, Nauki o Komunikacji Społecznej i Mediach, Nauki o Bezpieczeństwie Uniwersytetu im. Adama Mickiewicza w Poznaniu .